# عفت‌لی
عفت‌لی (به لاتین: Əfətli) یک منطقه مسکونی در جمهوری آذربایجان است که در شهرستان آق‌دام واقع شده است. عفت‌لی ۲۳۲۲ نفر جمعیت دارد.